# Aston Villa Football Club
El Aston Villa Football Club es un club de fútbol del Reino Unido con sede en Birmingham (Inglaterra) fundado en 1874. Disputa la Premier League, máxima categoría del fútbol inglés, ininterrumpidamente desde 2019, si bien es uno de los equipos más representativos de la élite del país y es únicamente superado por el Everton Football Club en presencias en la máxima categoría. Es uno de los miembros fundadores de la Football League en 1888 y de la Premier League en 1992. Disputa sus encuentros como local en el estadio Villa Park, también centenario, con capacidad para 42 000 espectadores.
Aston Villa ha sido un club inglés líder desde la década de 1880, cuando su equipo fue pionero del juego moderno. Este estilo de pase combinado corto y rápido fue introducido por el escocés George Ramsay, quien fue nombrado primer entrenador de fútbol profesional del mundo en 1886. El club influyó en el avance del deporte hacia el profesionalismo en 1885, y fue el director de la Villa, William McGregor, quien fundó la primera liga de fútbol del mundo en 1888.
Los seis títulos de la English Football League y seis FA Cup estableció al Aston Villa como el club más exitoso de Inglaterra, posición que ocupó desde la década de 1890 hasta la de 1970. Villa anotó 128 goles en la temporada 1930-31, que sigue siendo el récord de todos los tiempos en la máxima categoría, sin embargo, el club comenzó su primer declive a mediados de la década de 1930; Las décadas de 1940 y 1950 fueron en general un período de mediocridad seguido de un fuerte declive en la década de 1960, salvado previamente por el triunfo en la FA Cup 1956-57, que culminó con la adquisición del club por Doug Ellis en 1968 y el primer y único descenso al tercer nivel del fútbol inglés en 1969-70. Villa regresó a la élite desde mediados de la década de 1970 bajo el mando de Ron Saunders, quien llevó al club a un séptimo título de liga de la máxima categoría en 1980-81 y a su primera Community Shield. Se convirtió en el cuarto club inglés en ganar la Copa de Europa, esto en su primera participación en 1981-82, venciendo 1-0 al Bayern de Múnich en la final, seguida de la Supercopa de Europa 1982 contra el F. C. Barcelona y la Copa Intertoto de 2001, completando el palmarés continental del club.
Aston Villa fue miembro fundador de la Premier League en 1992, uno de los tres clubes que han sido miembros fundadores tanto de la Football League como de la Premier League. El club se clasificó regularmente para el fútbol europeo en la década de 1990, pero después de un período en el que el club luchaba por competir con los altos niveles de gasto de los clubes líderes, Doug Ellis vendió su participación en el club al multimillonario estadounidense Randy Lerner, cuya propiedad El club terminó con el primer y único descenso de Villa de la Premier League en la temporada 2015-16. El club regresó a la Premier League en 2019.
Durante su historia, Villa ha pasado 110 temporadas en la máxima categoría, la segunda mayor cantidad de cualquier club, y ha jugado 77 partidos internacionales con Inglaterra, también la segunda mayor cantidad de cualquier club. Aston Villa ocupa actualmente el quinto lugar en la tabla de la máxima categoría inglesa de todos los tiempos, desde su creación en 1888 y es el séptimo club más exitoso del fútbol inglés por honores competitivos.

## Historia

### Origen e inicios del club

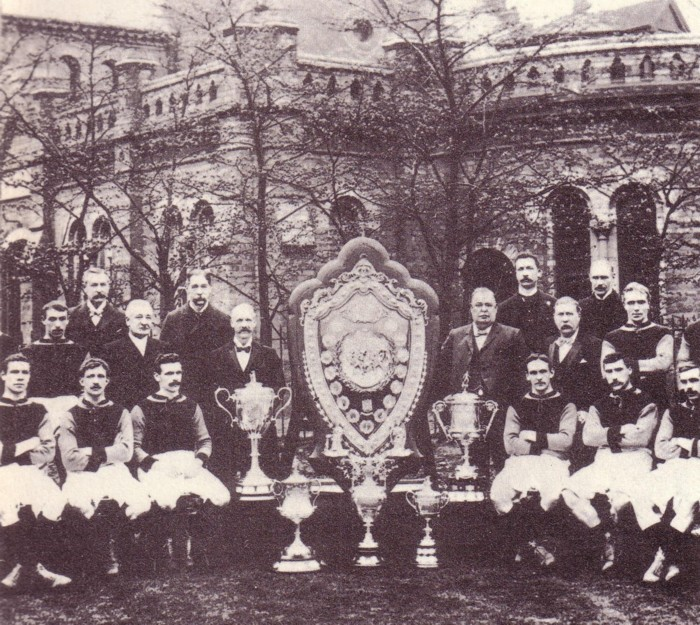
Equipo de Aston Villa en 1899.

El Aston Villa Football Club es un club inglés que fue fundado en marzo de 1874, por miembros de la Cruz Villa Wesleyan Chapel en Handsworth, que en la actualidad forma parte de Birmingham. Los cuatro fundadores del Aston Villa fueron Jack Hughes, Frederick Matthews, Walter Price y William Scattergood. Su primer encuentro fue ante un equipo local de rugby, el Aston Brook St Mary's Rugby, debido a la diferencia en las reglas y demás les impusieron como condición para el partido, disputar la primera mitad bajo las reglas de rugby y la segunda mitad bajo las reglas de fútbol. Después de varios encuentros, Villa se estableció muy pronto como uno de los mejores equipos de la región de Midlands, ganando su primer trofeo, el Birmingham Senior Cup, en 1880 bajo la capitanía del escocés George Ramsay. El club ganó su primera Copa en 1887, también en ese mismo año se convierte en el primer club del mundo en ganar una copa internacional al obtener la Football World Championship, todo eso teniendo como capitán a Archie Hunter que se convirtió en uno de los nombres históricos del club.

### La primera era dorada (1893-1900)

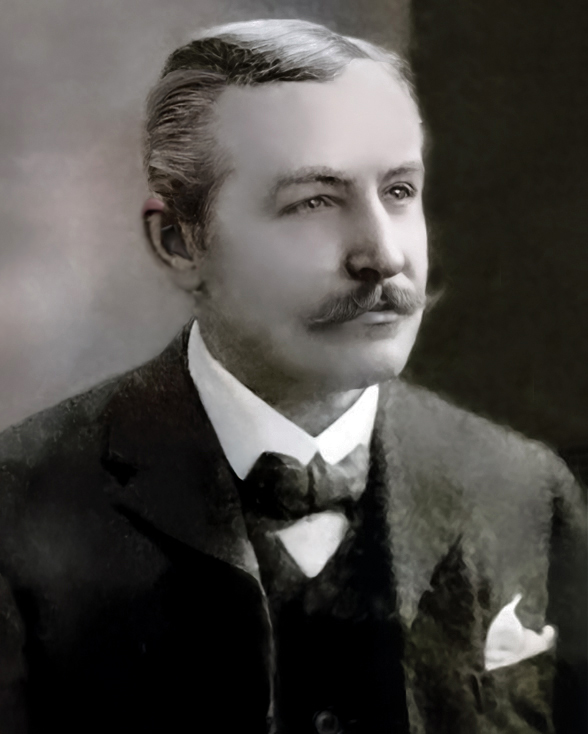
El logro de títulos de George Ramsay de seis campeonatos de liga y seis FA Cup estableció a Aston Villa como el club más exitoso de Inglaterra. Ha sido descrito como el primer entrenador de fútbol pagado del mundo.

Debido a su consolidación en el fútbol inglés el Aston Villa fue uno de los miembros fundadores de la Football League en 1888, por lo que compitió en la edición inaugural de la Liga. En muy poco tiempo, el club se convirtió en el equipo de mayor éxito de la época victoriana, ganando no menos de cinco títulos de Liga y tres copas inglesas a finales del reinado de la reina Victoria. Su primer título nacional de la Football League se remonta al año 1894 cuando tras una espectacular campaña llegó a la jornada 29 con la necesidad de derrotar al Burnley para alcanzar el título y así fue, tras derrotarlo por 3-6 en Turf Moor, aquella temporada el club se hizo famoso por su estilo de juego de pases cortos y rápidos. A la siguiente temporada 1894/95, el club quedó a la sombra de un Everton y un intratable Sunderland, pero aquella temporada lograría su segunda FA Cup al derrotar en la final al West Bromwich Albion por 1-0 con un único gol de Bob Chatt.
En la temporada 1895/96, Los Villanos lograrían su segundo título nacional al lograr 45 puntos. Pero los triunfos continuaron al curso siguiente pues lograron el bicampeonato al lograr 47 puntos, a 11 de su inmediato perseguidor, además lograron el doblete nacional al ganar la FA Cup por 3-2 en la final al Everton. Ese mismo año se trasladaron a su vivienda actual, la "Villa Park".
En la temporada 1897/98 el club decepciono abrumadoramente al terminar en la First Division en 6.ºlugar con 33 puntos, al igual que en la FA Cup donde fueron eliminados en primera ronda por el Derby County. A la campaña siguiente lograrían su cuarto título nacional al conseguir 45 puntos, dos más que su perseguidor el Liverpool, además en la temporada 1899-00 lograron un nuevo bicampeonato esta vez alcanzando la espectacular cifra de 50 puntos.

### El Aston Villa en la Época eduardiana (1901-1910)

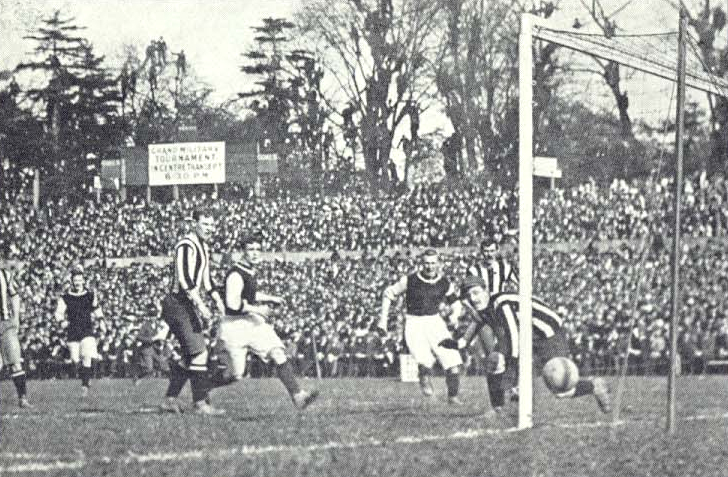
Harry Hampton marcando uno de sus dos goles en la Final de la FA Cup de 1905.

El club se mantuvo como uno de los protagonistas en esta década, sin embargo no alcanzaron ningún título de liga siendo dos subcampeonatos lo más destacado en esta competición. Después de dos temporadas fatídicas en temporada 1902/03 lograría un subcampeonato muy importante pues solo quedó a un punto del campeón el Sheffield Wednesday. El club consiguió su cuarta FA Cup en el año 1905 al vencer al Newcastle United.
Las siguientes temporadas fueron muy mediocres en la First Division y la FA Cup, siendo lo más destacable el subcampeonato de liga del año 1907/08 donde culminó a 9 puntos de un intratable Manchester United. El sexto título de liga llegó por fin en la temporada 1909/10 cuando tras vencer en la jornada 36 al Notts County se proclamó campeón a falta de dos jornadas. Los jugadores estrella durante esta época incluyeron a Howard Spencer, Joe Bache y Harry Hampton.

### Década de 1910's
Esta década se vio marcada por la Primera Guerra Mundial, previo a este conflicto Los Villanos lograrían obtener su quinta FA Cup en la edición 1912-13, al vencer en la final al Sunderland, aquella final fue marcada por la gran cantidad de asistencia a la final donde alrededor de 121.919 personas vieron el partido, lo que marcaba el gran nivel de estos dos clubes durante esta época.

### La época de entreguerras (1919-1939)

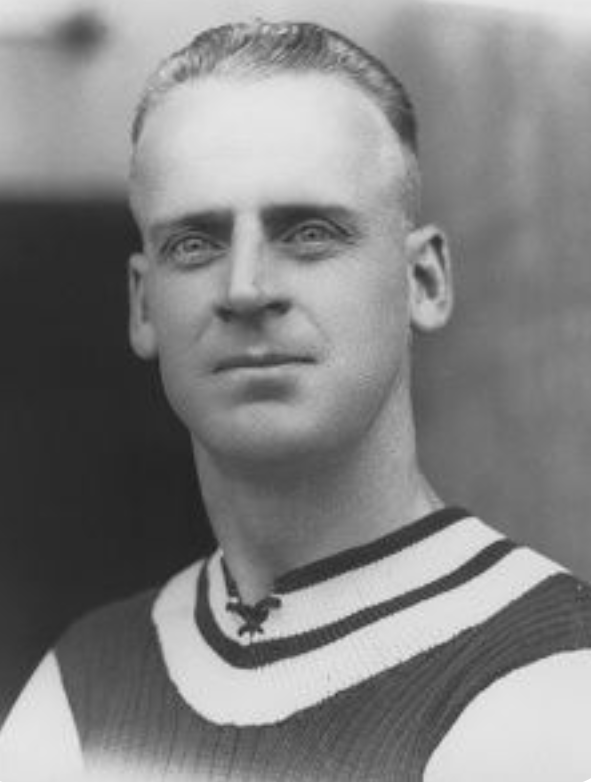
Billy Walker anotó 244 goles en 531 apariciones para Villa entre 1920 y 1934. Es el máximo goleador de todos los tiempos del Aston Villa.

El Aston Villa ganó su sexta Copa en 1920 al ganar la final por 1-0 al Huddersfield Town, aunque poco tiempo después el club comenzó una lenta decadencia que lo llevó de ser uno de los clubes más famosos y exitosos en el fútbol mundial a ser relegado, por primera vez en su historia, a la Segunda División Inglesa en 1936. Esto fue por el paupérrimo sistema defensivo con el que contaba el equipo, pues al final de la campaña 1935-36 sumaron un total de 110 goles en contra en 42 partidos, donde 7 de ellos procedían de Ted Drake, en la bochornosa derrota de 7 goles a 1 frente al Arsenal en el Villa Park. Antes de su descenso lo único en lo que el club destacó fue el subcampeonato de liga de la temporada 1930-31 y el de la temporada 1932-33.
Después del descenso a Segunda División, la directiva de Villa recuperó al envejecido expresidente del club, Frederick Rinder, quien criticó abiertamente a la directiva por su "descuido casi total del equipo de reserva, confiando en cambio en pagar grandes tarifas por jugadores listos para usar". Creía que este cambio en la política de exploración y desarrollo de jóvenes talentos locales condujo a un declive en la cultura y el estilo de juego del club, lo que, junto con la tolerancia de la mala disciplina en los jugadores, condujo al descenso de Villa. El primer acto de Rinder fue viajar a Austria para reclutar al entrenador progresista Jimmy Hogan como gerente. En dos temporadas, Hogan había llevado a Villa de regreso a la máxima categoría como campeones de Segunda División pero como todos los clubes ingleses, Villa perdió siete temporadas en la Segunda Guerra Mundial, y ese conflicto puso fin prematuramente a varias carreras. El equipo fue reconstruido bajo la dirección del exjugador Alex Massie durante el resto de la década de 1940.

### Altibajos (1946-1964)

#### Década de los 40's
Una vez finalizada la guerra el equipo fue reconstruido bajo la dirección del exjugador Alex Massie para el resto de la década de 1940. En la temporada 1946-47 con el regreso de la Football League First Division, Los Villanos no tuvieron una destacable campaña pero si mejor a las temporadas previas a la Segunda Guerra Mundial pues en esta temporada culminó 8.ºlugar, mientras en la FA Cup fueron eliminados por el Burnley en un histórico 5-1. A la temporada siguiente en la 1947-48 el club superó su temporada anterior alcanzando el 6.ºlugar con 47 puntos, mientras en aquella temporada en la FA Cup fueron eliminados en un sorprendente 4-6 frente al Manchester United en tercera ronda. La siguiente temporada 1948-49 el conjunto de Los Leones tuvieron una temporada muy irregular culminando en la posición 10, mientras en la Copa eliminaron al Bolton Wanderers pero fueron eliminados por Cardiff City en la cuarta ronda por 1-2. Al culminar la década de 1940 el club culminó en la posición 12 con tan solo 42 puntos, en la FA Cup fue eliminado por el Middlesbrough.

#### Década de los 50's: Un club de media tabla y nuevo descenso
La década de los 50's inicio con una pésima campaña en la temporada 1950-51, culminando en la 15.ª posición, en la FA Cup fueron eliminados por su rival el Wolverhampton Wanderers por 3-1.
Después de 37 años de sequía de logros deportivos, en la temporada 1956-57, otro exjugador del Villa, Eric Houghton, llevó al club a un logró importantísimo al adjudicarse la Copa FA en una final de infarto frente al Manchester United. Sin embargo, en la Liga la historia se tornó algo diferente, pues aunque el equipo luchó fueron relegados a la Segunda División, dos temporadas después de hacerse de la Copa FA.
La permanencia en la Segunda División fue muy corta, pues bajo las órdenes de Joe Mercer el equipo regresó, la siguiente campaña, a la máxima categoría del fútbol inglés, en 1960, habiendo clasificado como subcampeón de la División de Plata. El ascenso del equipo fue meteórico ya que ni bien retornó a la competición se convirtió en el primer equipo en ganar la Copa de la Liga de Fútbol. Aunque las cosas iban muy bien en el club, la jubilación forzosa de Mercer en 1964 marcó un período de agitación profunda en equipo. De pronto, el club más exitoso en Inglaterra estaba luchando por mantenerse a la par con los cambios en el juego moderno, la adaptación fue sumamente complicada por lo que el Villa perdió la categoría una vez más teniendo como director técnico a Dick Taylor, en 1967.
En la siguiente temporada el equipo terminó décimo sexto en la tabla de la Segunda División, motivo por el cual la afición solicitó a la directiva del club su renuncia irrevocable. Al inicio la junta optó por despedir a Cummings, el administrador contratado para reemplazar a Taylor, pero solo fue cuestión de algunas semanas para que toda la directiva renunciara por la presión abrumadora de los fanes. Después de muchas especulaciones, la dirección del club fue asumida por Matthews Pat, quien presentó como nuevo dueño y presidente del club a Doug Ellis. El nuevo propietario no pudo evitar el descenso de su recientemente adquirido club, es así que por primera vez en su historia el Villa llega a la Tercera División en la temporada 1969-70.
Con la moral rebajada y la hinchada cada vez más desilusionada, surgió una figura ya conocida en el equipo, el excapitán Vic Crowe, que con trabajo y paciencia logró que el Villa comenzara poco a poco su recuperación. Es así que para la siguiente campaña (1971-72) el Aston Villa retorna a la Segunda División como Campeón de la Tercera y con un récord de 70 puntos. En 1974, Ron Saunders asume la dirección del equipo.

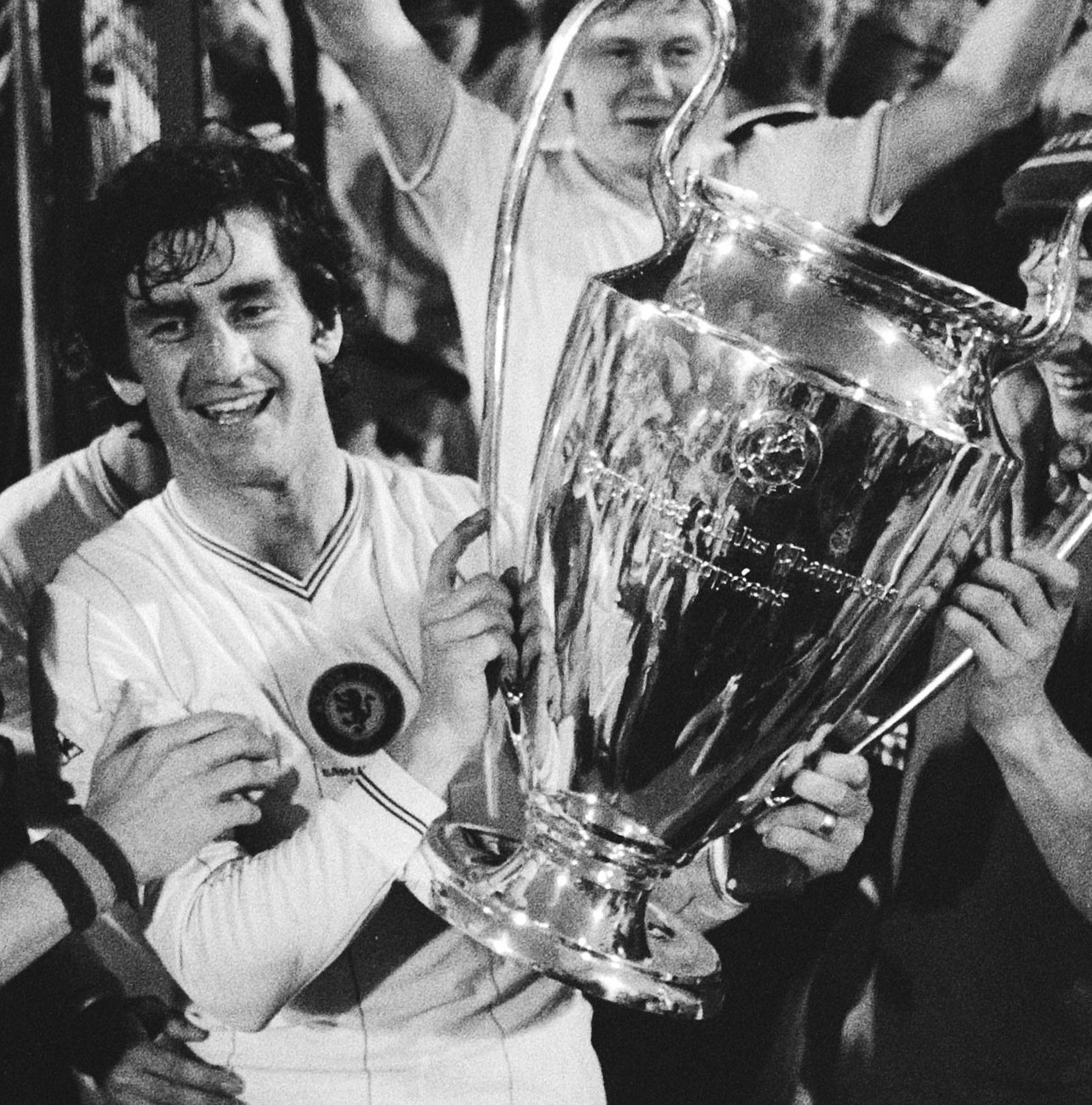
El capitán del Aston Villa, Dennis Mortimer, levantó la Copa de Europa en 1982.

### Volver entre la élite
El Villa nuevamente fue una élite en el fútbol inglés con Saunders a la cabeza ya que consiguió moldear un equipo ganador. Esto culminó en un séptimo título de Liga en 1980-81, 71 años después del sexto. A pesar de esta hegemonía, contra todo pronóstico y para sorpresa de los comentaristas y aficionados, Saunders es retirado de la dirección técnica del equipo en la mitad de la temporada 1981-82, tras una discusión con el presidente del club y dejando a su equipo a puertas de obtener la Copa de Europa. Debido a la premura de tiempo tuvo que ser reemplazado por su asistente Tony Barton quien guio al club a una victoria de 1 a 0 sobre el Bayern de Múnich en la final de la Copa de Europa, para perder posteriormente en Tokio la final Intercontinental ante Peñarol por 2 a 0. La siguiente temporada el Villa se coronó campeón de la Supercopa de Europa, superando al FC Barcelona en la final perdiendo 1 a 0 en el Camp Nou y venciéndole 3 a 0 en el Villa Park, esto marcó sin lugar a dudas un pináculo en la historia del club, aunque se vería claramente oscurecido por los pésimos resultados obtenidos en la década de los 80, que culminó con el descenso del equipo en 1987.
Como era de esperar el ascenso fue inmediato bajo la batuta de Graham Taylor que retorno con nuevos aires a la Primera División logrando conseguir el subcampeonato en la campaña de 1989-90. Dos años después el Villa fue uno de los miembros fundadores de la Liga Premier, en 1992, no solo participó del certamen inaugural del campeonato sino que además terminó en la segunda posición siendo superado solo por el Manchester United. Durante los años noventa, los villanos siguieron estando en los primeros puestos de la tabla pero no pudieron hacerse con el título, pudieron conseguir un cuarto lugar en la temporada 1995/96, calificarse a la Copa de la UEFA y conseguir la copa de la liga. Sin embargo, el resto de los años noventa el Aston Villa vio pasar a tres directores diferentes cuyas posiciones en la liga eran descaradamente incompatibles. A pesar de ello el equipo logró ganar dos Copas de la Liga y obtener la clasificación para la Copa UEFA.
El Aston Villa llegó a la final de la Copa FA en 2000 por primera vez desde 1957, pero perdió por 1-0 ante el Chelsea en la última final que se jugara en el viejo estadio de Wembley. La temporada 2000-01, Villa acabó octavo en la Premier League.
En enero de 2002 el presidente, Doug Ellis, elige a Graham Taylor como director. Los villanos terminaron la temporada 2001-02 en el octavo lugar. Taylor renunció como director por segunda vez después de la temporada 2002-03. Los villanos acaban la siguiente temporada 16, habiendo perdido dos veces contra su clásico rival Birmingham City. David O'Leary, que había llevado al Leeds United a las semifinales de la Liga de Campeones 2000-01, fue traído como reemplazo de Taylor. O'Leary llevó al equipo al sexto lugar en la tabla. En 2005-06, Villa lentamente cayó en la tabla y terminó en el puesto 16.
Durante el resto de la década el banquillo cambio de dueño en muchas oportunidades, hasta que en 2006 llegó Martin O'Neill, sustituyendo a David O'Leary. Al mismo tiempo, el presidente Ellis decide vender el club a Randy Lerner, propietario de la franquicia de la NFL, Cleveland Browns. La llegada de nuevos entrenadores y dueños generaron muchos cambios en la institución, entre ellos cambios de uniformes e incluso del escudo en 2007. Las mejores posiciones en la liga de Martin O'Neill en Aston Villa fueron 6° lugares, pero su mejor actuación fue haber llegado a la final de la Carling Cup. Luego de varios rumores, el 23 de enero de 2010 el equipo ficha a Emile Heskey, uno de los referentes del equipo. En agosto de 2010 Martin O'Neill deja de entrenar al club de Birmingham. El elegido para ocupar su cargo fue Gérard Houllier, que dejó el equipo la temporada siguiente por problemas de salud. Le sustituyó el ex del Birmingham City, Alex McLeish. El contrato de Alex McLeish se terminó al final de la temporada 2011-12 después de que el Aston Villa terminara en el puesto 16, apenas por encima de la zona de descenso.

### Décadas del 2010 y 20: Caída dura pero ascenso repentino
El 2 de julio de 2012, el club confirmó el nombramiento del exdirector técnico de Norwich City, Paul Lambert, como reemplazo para Alex McLeish. Después de una temporada, Paul Lambert sigue al mando de los villanos. Pudo hacerse con partidos importantes y cumplir el objetivo, salvarse del descenso habiendo terminado en el puesto 15°, con grandes actuaciones del portero Brad Guzan y la actuación sobresaliente de Christian Benteke como goleador del equipo. En la última temporada, Lambert fue despedido en la fecha 25 tras dejar al Villa en puestos de descenso. Tim Sherwood fue contratado para ocupar su lugar, y logró que el equipo terminase en el puesto 17.º A pesar de la pésima campaña, Aston Villa llegó a la final de la FA Cup después de 15 años, pero cayó goleado 0-4 frente a Arsenal.
Tras una muy mala temporada 2015-16, el club descendió a Championship el 16 de abril de 2016 con 5 jornadas de antelación, al perder 1-0 en Old Trafford.
En la temporada 2018-19, el Aston Villa clasificó a los play-offs al ubicarse en la quinta posición de la Championship. Por ello, disputaron la semifinal contra el West Brom Albion obteniendo un marcador global de 2-2 y tuvieron que decidir el puesto en la tanda de penaltis, en la cual el Aston Villa terminó venciendo.
El 27 de mayo de 2019, los "villanos" lucharon la final contra el Derby County dirigido por el exjugador del Chelsea Frank Lampard, donde el conjunto granate demostró su derecho por ascender a la Premier League tras 3 años de sequía en la máxima división inglesa.
En la temporada 2019/20 el Aston Villa estuvo en zona de descenso la mayor parte de la temporada, tras ganar contra el Arsenal por 1-0 y empatar 1-1 contra el West Ham, el "Villa" se salvó milagrosamente del descenso y mantuvo la categoría. En cuanto a copas, los "villanos" quedaron eliminados en tercera ronda de la FA Cup, tras perder por 1-2 ante el Fulham. Mientras que en la Copa de la Liga eliminaron al Yeovil Town en primera ronda y perdieron 1-0 ante el Burton Albion en segunda ronda.
En la segunda temporada de Villa en la Premier League, Dean Smith consiguió un 11° lugar, pero no pudo persuadir al jugador estrella y capitán Jack Grealish para que permaneciera en el club cuando la oferta de £100 millones del Manchester City activó su cláusula de liberación. Luego de un mal comienzo de la temporada 2021-22, que vio siete derrotas en los primeros 11 juegos del club, Dean Smith fue despedido.
Aston Villa nombró al excapitán de Liverpool e Inglaterra Steven Gerrard como entrenador en jefe el 11 de noviembre de 2021. Los resultados con Gerrard fueron en general mixtos, y después de un mal comienzo de la temporada 2022-23 en la que Villa ganó solo dos partidos y anotó solo 7 goles en los 11 partidos iniciales, Gerrard fue despedido tras una derrota por 3-0 ante el Fulham el 20 de octubre de 2022. El club anunció el nombramiento del técnico español cuatro veces ganador de la Europa League, Unai Emery, cuatro días después, el cual llevó al Equipo a la Conference League y asimismo de vuelta a las competiciones europeas por primera vez en 13 años. 
Esta temporada 23-24, es su mejor temporada en la Premier League desde su regreso, ya que a falta de 1 partido para el final de la temporada, se ubicaron en el cuarto puesto y tras la derrota de su principal competidor, el Tottenham ante el Manchester City, se metió en la UEFA Champions League 41 años después.
El 2 de octubre de 2024, en la 2ª jornada de Champions League, con un gol de Jhon Durán consiguen vencer como local al Bayern Múnich, terminando así con la fase de imbatibilidad de los bávaros de no perder en 41 partidos consecutivos en fase de grupos (París Saint Germain, el 27 de septiembre de 2017).

## Símbolos

### Escudo
Desde su fundación, el Aston Villa ha tenido diversos modelos y versiones del escudo, las cuales se han ido modificado para modernizar su imagen. El actual escudo, adoptado en 2007, tiene un estilo francés moderno. Así, sus principales características son las siguientes:
- Las iniciales: En la parte superior del escudo, se presenta las iniciales del club; «AVFC» en referencia a Aston Villa Football Club.
- El león: Históricamente, el Aston Villa contó con un león en su escudo, por lo que se utiliza para representar la historia de la entidad. Son varios los clubes ingleses que tienen un león en su escudo como símbolo de la Monarquía británica.
- La estrella blanca: Se encuentra a la izquierda del león, y representa la Copa de Europa ganada en 1982.
- Colores: El escudo adopta los colores celeste - vino.

Fuente: 

## Uniforme

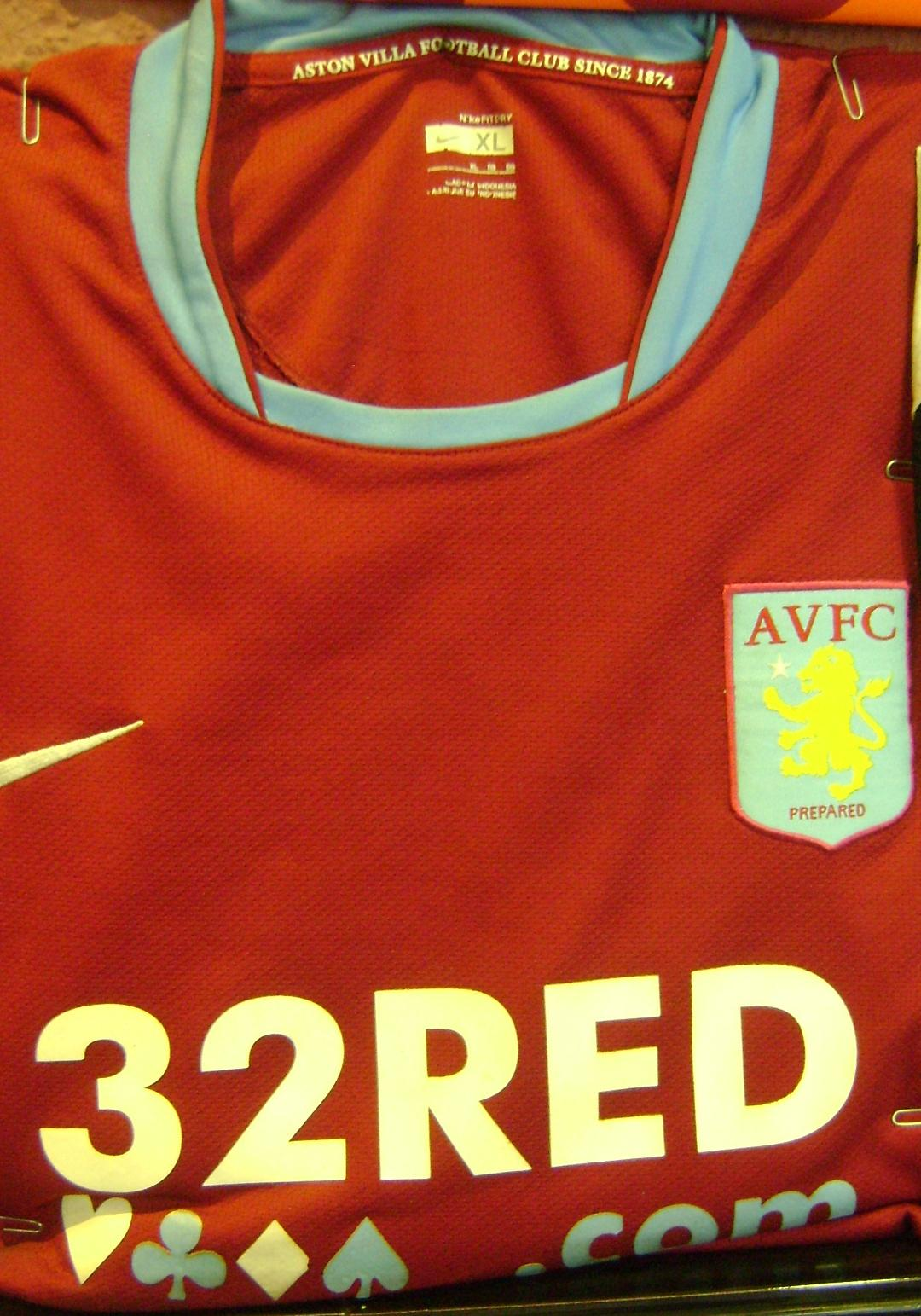
Camiseta del club 2007-2008.

Los colores del club son una camiseta color vino/granate con mangas celestes, pantalones blancos con ribetes azul y granate, y medias celestes con ribetes blanco y granate. Fueron los portadores originales de los colores granate y azul. Al principio, los colores del Villa consistían en camisetas lisas (blancas, grises o azules) y pantalones blancos o negros. Durante algunos años (1877-79), el equipo vistió diferentes equipaciones, desde el blanco, el azul y el negro, el rojo y el azul hasta el verde. En 1880, William McGregor introdujo las camisetas negras con un león rojo bordado en el pecho. Esta fue la primera opción durante seis años.
El color chocolate se convirtió más tarde en el granate. Nadie sabe a ciencia cierta por qué el granate y el azul se convirtieron en los colores adoptados por el club. Otros equipos de fútbol ingleses adoptaron sus colores; entre los clubes que visten de azul y granate se encuentran el West Ham United y el Burnley.
- Uniforme titular: Camiseta granate con mangas celestes, pantalón blanco y medias celestes.
- Uniforme alternativo: Camiseta celeste, pantalón granate y medias blancas.
- Tercer uniforme: Camiseta verde con mangas negras, pantalón negro y medias negras.

#### Titular
| 2007-08 | 2008-09 | 2009-10 | 2010-11 | 2011-12 | 2012-13 | 2013-14 | 2014-15 | 2015-16 |

| 2016-17 | 2017-18 | 2018-19 | 2019-20 | 2020-21 | 2021-22 | 2022-23 | 2023-24 | 2024-25 |

| 2025-26 |

#### Suplente
| 2007-08 | 2008-09 | 2009-10 | 2010-11 | 2011-12 | 2012-13 | 2013-14 | 2014-15 | 2015-16 |

| 2016-17 | 2017-18 | 2018-19 | 2019-20 | 2020-21 | 2021-22 | 2022-23 | 2023-24 | 2024-25 |

| 2025-26 |

#### Alternativo
| 2009-10 | 2017-18 | 2018-19 | 2019-20 | 2020-21 | 2021-22 | 2022-23 | 2023-24 |

| 2024-25 |

### Patrocinio
| Periodo   | Proveedor      | Patrocinador              |
| --------- | -------------- | ------------------------- |
| 1972–1981 | Umbro          | Sin Sponsor               |
| 1981–1982 | Le Coq Sportif | Sin Sponsor               |
| 1982–1983 | Le Coq Sportif | Davenports                |
| 1983–1987 | Henson         | Mita                      |
| 1987–1990 | Hummel         | Mita Copiers              |
| 1990–1993 | Umbro          | Mita Copiers              |
| 1993–1995 | Asics          | Müller Company            |
| 1995–1998 | Reebok         | AST Computer              |
| 1998–2000 | Reebok         | LDV Group                 |
| 2000–2002 | Diadora        | NTL                       |
| 2002–2004 | Diadora        | Rover                     |
| 2004–2006 | Hummel         | DWS Investments           |
| 2006–2007 | Hummel         | 32Red.com                 |
| 2007–2008 | Nike           | 32Red.com                 |
| 2008–2010 | Nike           | Acorns Children's Hospice |
| 2010–2011 | Nike           | FxPro                     |
| 2011–2012 | Nike           | Genting Casinos           |
| 2012–2013 | Macron         | Genting Casinos           |
| 2013–2015 | Macron         | Dafabet                   |
| 2015–2016 | Macron         | Intuit QuickBooks         |
| 2016–2018 | Under Armour   | Intuit QuickBooks         |
| 2018-2019 | Luke 1977      | 32Red                     |
| 2019-2020 | Kappa          | W88                       |
| 2020-2022 | Kappa          | Cazoo                     |
| 2022-2023 | Castore        | Cazoo                     |
| 2023-2024 | Castore        | BK8                       |
| 2024-     | Adidas         | Betano                    |

## Cronología

### Cronología reciente
| Temporada | Premier League | FL Championship | FA Cup     | Copa de la Liga | Community Shield | Liga Europea | Liga de Campeones | Notas  |
| --------- | -------------- | --------------- | ---------- | --------------- | ---------------- | ------------ | ----------------- | ------ |
| 2005-06   | 16.º           | -               | 5.ª ronda  | 4.ª ronda       | -                | -            | -                 | [ 28 ] |
| 2006-07   | 11.º           | -               | 3.ª ronda  | 4.ª ronda       | -                | -            | -                 | -      |
| 2007-08   | 6.º            | -               | 3.ª ronda  | 3.ª ronda       | -                | -            | -                 | -      |
| 2008-09   | 6.º            | -               | 5.ª ronda  | 3.ª ronda       | -                | 1/32         | -                 | -      |
| 2009-10   | 6.º            | -               | Semifinal  | Subcampeón      | -                | Play-off     | -                 | -      |
| 2010-11   | 9°             | -               | 5.ª Ronda  | 1/4             | -                | Play-off     | -                 | -      |
| 2011-12   | 16°            | -               | 5.ª Ronda  | 4.ª Ronda       | -                | -            | -                 | -      |
| 2012-13   | 15.º           | -               | 5.ª ronda  | Semifinal       | -                | -            | -                 | -      |
| 2013-14   | 15.º           | -               | 3.ª ronda  | 3.ª ronda       | -                | -            | -                 | -      |
| 2014-15   | 17.º           | -               | Subcampeón | 2.ª ronda       | -                | -            | -                 | -      |
| 2015-16   | 20.º           | -               | 4.ª ronda  | 1/16            | -                | -            | -                 | -      |
| 2016-17   | -              | 13.º            | 3.ª ronda  | 1.ª ronda       | -                | -            | -                 | -      |
| 2017-18   | -              | 4.º             | 3.ª ronda  | 3.ª ronda       | -                | -            | -                 | -      |
| 2018-19   | -              | 5.º             | 3.ª ronda  | 2.ª ronda       | -                | -            | -                 | -      |
| 2019-20   | 17.º           | -               | 3.ª ronda  | Subcampeón      | -                | -            | -                 | -      |
| 2020-21   | 11.º           | -               | 3.ª ronda  | 4.ª ronda       | -                | -            | -                 | -      |
| 2021-22   | 14.º           | -               | 3.ª ronda  | 3.ª ronda       | -                | -            | -                 | -      |
| 2022-23   | 7.º            | -               | 3.ª ronda  | 3.ª ronda       | -                | -            | -                 | -      |
| 2023-24   | 4.º            | -               | 4.ª ronda  | 3.ª ronda       | -                | -            | -                 | -      |

## Rivalidades
El eterno rival de The Villains es el Birmingham City, que pertenece a su misma ciudad. Al partido que disputa con Birmingham City se lo llama "Second City derby". Aunque históricamente West Bromwich Albion ha sido una de las rivalidades más duras del Aston Villa, con quien disputó 3 finales de la FA Cup durante el siglo XIX. Durante la temporada 2006-07 Aston Villa fue el único club de West Midlands que participó de la Premier League. El equipo más cercano y rival de esa temporada fue Sheffield United (100km de distancia). Para la temporada 2010-11, West Bromwich Albion asciende y se une a Aston Villa, Wolverhampton Wanderers, y Birmingham City como representantes de Midlands en la Premier League. "West Midlands' Big Four" juntos no participaban de la primera división desde la temporada 1983-84.
Historial
Se enfrentaron en 117 oportunidades:
- 51 triunfos para el Aston Villa.
- 37 triunfos para el Birmingham.
- 29 empates.

Últimos enfrentamientos:
- 25/04/2010 Aston Villa 1 (James Milner) – Birmingham City 0
- 13/09/2009 Birmingham City 0 – Aston Villa 1 (Gabriel Agbonlahor)
- 20/04/2008 Aston Villa 5 (Ashley Young –2-, John Carew -2- y Gabriel Agbonlahor) – Birmingham City 1 (Mikael Forssell)
- 11/11/2007 Birmingham City 1 (Mikael Forssell) – Aston Villa 2 (Liam Ridgewell y Gabriel Agbonlahor)
- 16/04/2006 Aston Villa 3 (Milan Baroš -2-, Gary Cahill) – Birmingham City 1 (Chris Sutton)
- 16/10/2005 Birmingham City 0 – Aston Villa 1 (Kevin Phillips)

## Instalaciones

### Estadio
Aston Villa disputa sus partidos como local en el Villa Park. El estadio fue catalogado como Estadio de Élite por la UEFA. Posee una capacidad de 42 682 espectadores, lo cual lo convierte en el estadio más grande de la región de Midland y el octavo estadio más grande en Inglaterra.
El Villa Park fue inaugurado en 1897, y su construcción demandó una inversión de £16 733. Desde su apertura, ha sido sede de 16 partidos internacionales de la Selección inglesa, siendo el primero en 1899 y el más reciente en 2005; esto convierte al estadio en el primero en albergar partidos internacionales en tres siglos diferentes. Ha albergado 55 semifinales de FA Cup —siendo el estadio que más partidos de esta instancia ha organizado (55)—, la Copa Mundial de Fútbol de 1966 y la Eurocopa 1996.
El club tiene el permiso de obras para ampliar la tribuna North Stand; esto implicará unir las tribunas colaterales con la mencionada North Stand en cada una de las esquinas. Si la obra se completa, la capacidad de Villa Park se incrementará a aproximadamente 51 000 espectadores.
Cronología
- Aston Park (1874 – 1876)
- Perry Barr (1876 – 1897)
- Villa Park (1897 – Actualidad)

### Campo de entrenamiento

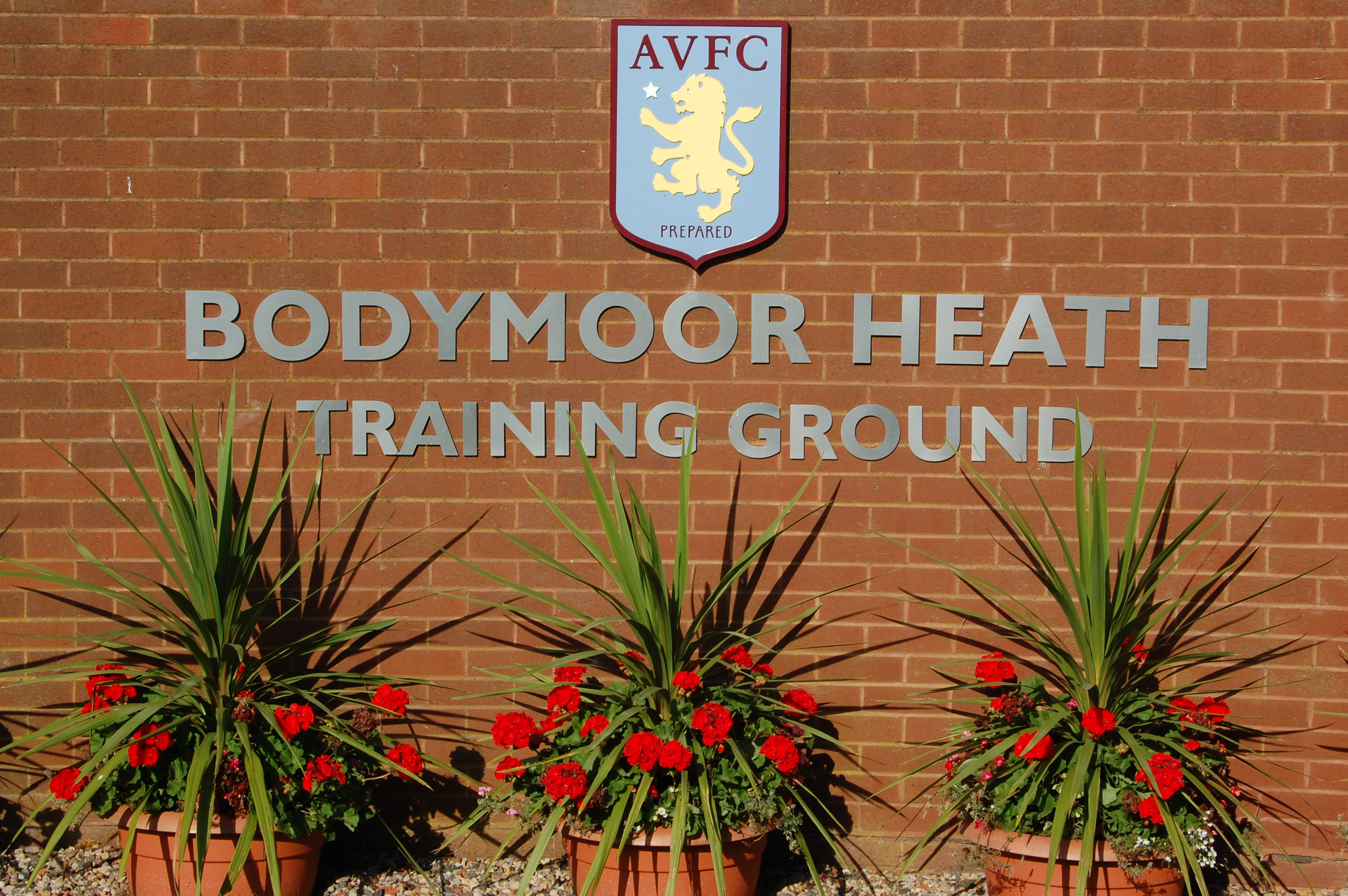
Entrada a Bodymoor Heath, campo de entrenamiento del Aston Villa.

El campo de entrenamiento actual se encuentra en Bodymoor Heath, un pequeño pueblo cercano a Kingsbury en el norte de Warwickshire. El recinto fue comprado por el expresidente del club Doug Ellis a principios de los años 1970 a un agricultor local. Con el correr de los años, el recinto comenzó a mostrar signos de envejecimiento, por lo que en 2005 Ellis invirtió una suma de £13 millones para renovar sus instalaciones.
Sin embargo, el trabajo en Bodymoor fue suspendido por Ellis debido a problemas financieros, y las obras permanecieron inconclusas hasta que el nuevo propietario de la entidad Randy Lerner, tras la compra del club, tuvo como principal prioridad convertir el predio en uno de los mejores del mundo. El nuevo campo de entrenamiento fue inaugurado oficialmente el 6 de mayo de 2007, por el entonces entrenador del equipo Martin O'Neill, el excapitán del equipo Gareth Barry y por Dennis Mortimer, capitán del equipo que ganó la Copa de Europa en 1982.

## Estadísticas

Gráfico mostrando el progreso de Aston Villa en las distintas categorías del fútbol inglés.

En 2015, el club había disputado 104 temporadas en la máxima categoría del fútbol inglés. Esta marca solamente es superada por Everton, con 112; esto convierte el partido entre ambos como el que más veces se ha disputado en la máxima categoría. Se ubica en el quinto puesto en su tabla histórica y es el quinto club inglés con más títulos oficiales ganados con 23 y cuatro títulos internacionales.
Aston Villa ostenta el récord de la mayor cantidad de goles anotados en la máxima categoría con 128, cifra alcanzada en la temporada 1930-31, superando por un gol al Arsenal, que fue campeón de dicha liga por primera vez, finalizando el Villa como subcampeón. Archie Hunter se convirtió en el primer jugador en anotar en cada ronda de la FA Cup en 1887, título ganado por el Villa. La racha más larga del club como local en la FA Cup se extendió por 13 años y 19 partidos, desde 1888 a 1901.
Es uno de los cinco clubes de Inglaterra en ganar la Copa de Europa. Esto fue logrado el 26 de mayo de 1982 en Róterdam, derrotando 1-0 a Bayern de Múnich con gol de Peter White.

### Datos del club
- Temporadas en Premiership: 101.
- Mejor puesto en la liga: 1.º (7 veces).
- Más partidos disputados: Charlie Aitken (660 partidos).
- Máximo goleador: Billy Walker (244 goles).
- Mayor número de goles en una temporada: 128 goles (Temporada 1930-31).  Récord en la máxima categoría del fútbol inglés.
- Mayor goleada conseguida:
  - En campeonatos nacionales:
    - 12-2 al Accrington FC el 12 de marzo de 1892.

  - En FA Cup:
    - 13-0 al Wednesbury Old Athletic el 3 de octubre de 1886.

  - En copa de la liga:
    - 8-1 al Exeter City el 9 de octubre de 1985.

  - En torneos internacionales:
    - 5-0 al Knattspyrnufélagið Valur en la UEFA Champions League 1981-82.
    - 5-0 al Vitória de Guimarães en la Copa de la UEFA 1983-84.
- Mayor goleada recibida:
  - En campeonatos nacionales:
    - 8-0 ante Chelsea FC el 23 de diciembre de 2012.

  - En FA Cup:
    - 8-1 ante Blackburn Rovers el 16 de febrero de 1889.

  - En copa de la liga:
    - 6-1 ante West Bromwich el 14 de septiembre de 1966.

  - En torneos internacionales:
    - 4-1 ante Royal Antwerp C. F. en la Copa de la UEFA 1975-76.

## Jugadores

### Registros
| Máximos goleadores | Máximos goleadores        | Máximos goleadores | Más partidos disputados | Más partidos disputados | Más partidos disputados |
| ------------------ | ------------------------- | ------------------ | ----------------------- | ----------------------- | ----------------------- |
| 1.                 | Billy Walker              | 244 goles          | 1.                      | Charlie Aitken          | 657 partidos            |
| 2.                 | Harry Hampton             | 242 goles          | 2.                      | Billy Walker            | 531 partidos            |
| 3.                 | John Devey                | 187 goles          | 3.                      | Gordon Cowans           | 506 partidos            |
| 4.                 | Joe Bache                 | 185 goles          | 4.                      | Joe Bache               | 474 partidos            |
| 5.                 | Eric Houghton             | 170 goles          | 5.                      | Allan Evans             | 466 partidos            |
| 6.                 | Tom Waring                | 167 goles          | 6.                      | Nigel Spink             | 449 partidos            |
| 7.                 | Johnny Dixon              | 144 goles          | 7.                      | Tommy Smart             | 452 partidos            |
| 8.                 | Peter McParland           | 120 goles          | 8.                      | Gareth Barry            | 423 partidos            |
| 9.                 | Billy Garraty             | 112 goles          | 9.                      | Johnny Dixon            | 430 partidos            |
| 10.                | Dai Astley / Len Capewell | 100 goles          | 10.                     | Dennis Mortimer         | 404 partidos            |
| Ver lista completa | Ver lista completa        | Ver lista completa | Ver lista completa      | Ver lista completa      | Ver lista completa      |

De acuerdo con el sitio web oficial.

## Entrenadores

### Todos los entrenadores en la historia del club
| - George Ramsay (1884 - 1926) - W. J. Smith (1926 - 1934) - Jimmy McMullan (1934 - 1936) - Jimmy Hogan (1936 - 1939) - Alex Massie (1945 - 1950) - George Martin (1950 - 1953) - Eric Houghton (1953 - 1958) - Joe Mercer (1958 - 1964) - Dick Taylor (1964 - 1967) - Tommy Cummings (1967 - 1968) - Tommy Docherty (1968 - 1970) - Vic Crowe (1970 - 1974) - Ron Saunders (1974 - 1982) - Tony Barton (1982 - 1984) - Graham Turner (1984 - 1986) - Billy McNeill (1986 - 1987) - Graham Taylor (1987 - 1990) | - Jozef Vengloš (1990 - 1991) - Ron Atkinson (1991 - 1994) - Brian Little (1994 - 1998) - John Gregory (1998 - 2002) - Graham Taylor (2002 - 2003) - David O'Leary (2003 - 2006) - Martin O'Neill (2006 - 2010) - Gérard Houllier (2010 - 2011) - Alex McLeish (2011 - 2012) - Paul Lambert (2012 - 2015) - Tim Sherwood (2015) - Rémi Garde (2015 - 2016) - Roberto Di Matteo (2016) - Steve Bruce (2016 - 2018) - Dean Smith (2018 - 2021) - Steven Gerrard (2021 - 2022) - Unai Emery (2022 - Act.) |

## Estadísticas en competiciones internacionales
Aston Villa es uno de los equipos más grandes de Inglaterra, siendo uno de los 6 equipos en haber ganado la Copa de Europa o Liga de Campeones de la UEFA para el país. A nivel internacional, su mejor período lo tuvo en los 80's, cuando ganó la Copa de Europa. Además conquistó la Supercopa de Europa de 1982 y la Copa Intertoto de la UEFA en 2001.
| Torneo                                        | Temp. | PJ  | PG | PE | PP | GF  | GC  | Dif. | Mejor posición   |
| --------------------------------------------- | ----- | --- | -- | -- | -- | --- | --- | ---- | ---------------- |
| Copa de Europa / Liga de Campeones de la UEFA | 3     | 27  | 17 | 4  | 6  | 47  | 22  | +25  | Campeón          |
| Copa de la UEFA / Liga Europa de la UEFA      | 13    | 56  | 24 | 14 | 18 | 77  | 60  | +17  | Cuartos de final |
| Liga Conferencia de la UEFA                   | 1     | 12  | 6  | 2  | 4  | 21  | 16  | +5   | Semifinales      |
| Copa Intertoto de la UEFA                     | 4     | 16  | 6  | 4  | 6  | 21  | 17  | +4   | Campeón          |
| Supercopa de Europa                           | 1     | 2   | 1  | 0  | 1  | 3   | 1   | +2   | Campeón          |
| Copa Intercontinental                         | 1     | 1   | 0  | 0  | 1  | 0   | 2   | -2   | Subcampeón       |
| Total                                         | 23    | 114 | 54 | 24 | 36 | 169 | 118 | +51  | 3 títulos        |

## El club en la cultura popular

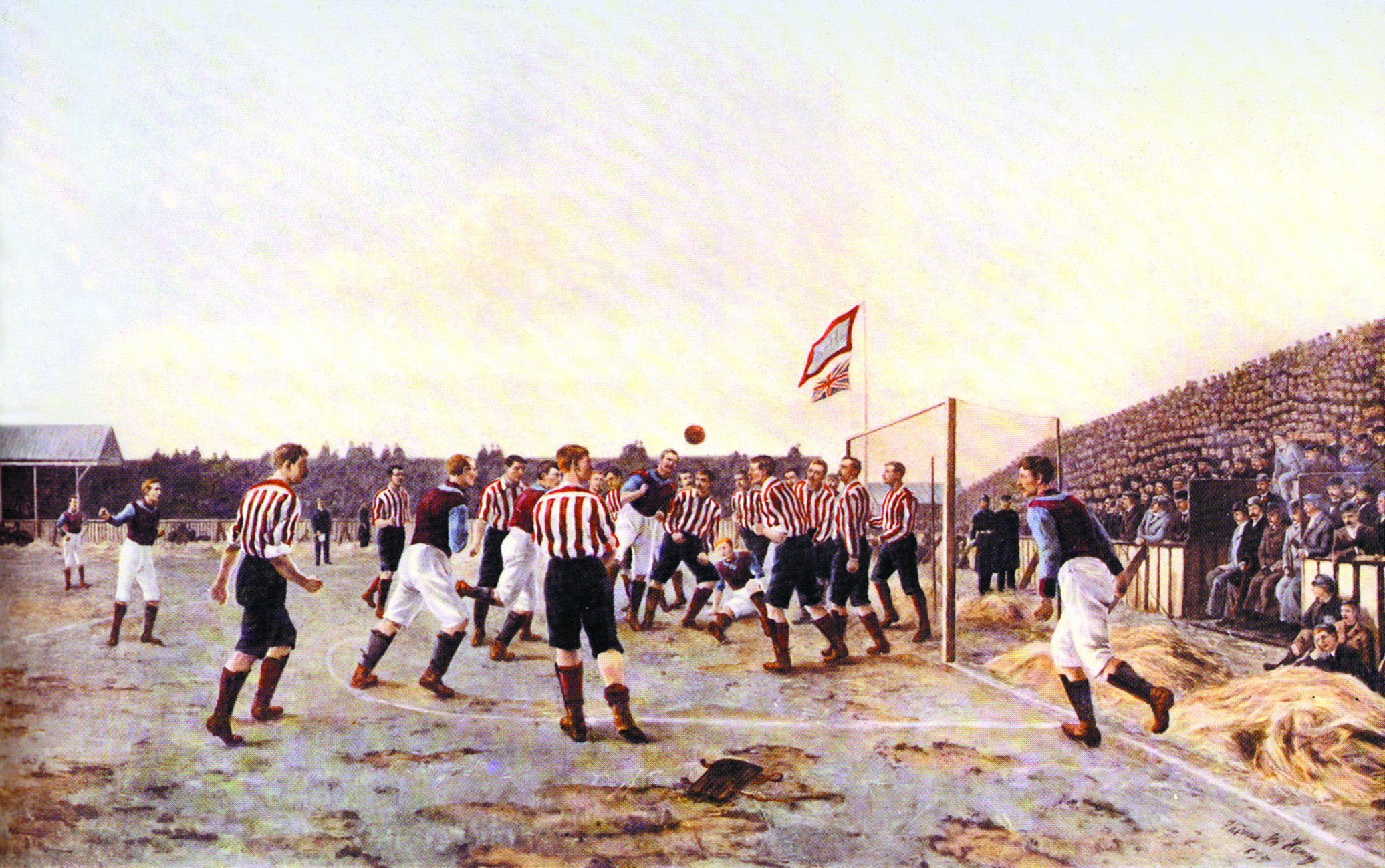
Un retrato que muestra uno de los primeros partidos del club.

En las últimas décadas, varios programas de televisión han hecho referencia al Aston Villa. En la serie de comedia Porridge el personaje Lennie Godber es fanático del Villa. Cuando comenzó la producción de la película Dad's Army, el actor Ian Lavender —otro seguidor del club— eligió para su personaje Frank Pike actuar con una bufanda con los colores azul cielo y vino, los colores de la institución. bufanse le permitió elegir bufanda Frank Pike. El personaje «Nessa» de la serie Gavin & Stacey confesó ser hincha del Aston Villa en un episodio emitido en diciembre de 2009. La cadena londinense emitió la serie Sí ministro durante inicios de los años 1980; el protagonista Jim Hacker fue designado miembro del Parlamento británico por Birmingham, y en el primer episodio hace referencia al club, quejándose a su vez de que sus nuevos funcionarios le han dado demasiado trabajo en su primer día en el trabajo con la frase «Aston Villa juega en casa ante el Liverpool». Posteriormente, el ficticio presidente del club, Harry Sutton, describe la historia de los equipos cuando se intenta persuadir al ministro para rescatar al club de la bancarrota inminente: «Mira nuestra historia: campeones de la FA Cup, de Liga, de la Copa de Europa».
El Aston Villa también ha aparecido en varias ocasiones en libros y obras de teatro, destacándose la obra El montaplatos (1957).

## Palmarés
Aston Villa es uno de los clubes más ganadores del fútbol inglés. Ha ganado diversos títulos tanto a nivel nacional como internacional. Obtuvo un doblete en la temporada 1896-97, ganando el título de Liga y la Copa de Inglaterra —conocida en inglés como FA Cup—. El último título oficial del club fue en 2001, al ganar la Copa Intertoto de la UEFA. Su mayor logro lo obtuvo en 1982, al ganar la Copa de Europa.

### Torneos nacionales (20)
| Competiciones nacionales               | Títulos                                                        | Subcampeonatos                                                                            |
| -------------------------------------- | -------------------------------------------------------------- | ----------------------------------------------------------------------------------------- |
| Primera División (7/10)                | 1893-94, 1895-96, 1896-97, 1898-99, 1899-00, 1909-10, 1980-81. | 1888-89, 1902-03, 1907-08, 1910-11, 1912-13, 1913-14, 1930-31, 1932-33, 1989-90, 1992-93. |
| FA Cup (7/4)                           | 1886-87, 1894-95, 1896-97, 1904-05, 1912-13, 1919-20, 1956-57. | 1891-92, 1923-24, 1999-00, 2014-15.                                                       |
| Copa de la Liga (5/4)                  | 1960-61, 1974-75, 1976-77, 1993-94, 1995-96.                   | 1962-63, 1970-71, 2009-10, 2019-20.                                                       |
| Community Shield (1/3)                 | 1981*.                                                         | 1910, 1957, 1972.                                                                         |
| Sheriff of London Charity Shield (2/1) | 1899*, 1901.                                                   | 1900.                                                                                     |
|                                        |                                                                |                                                                                           |
| Segunda División (2/2)                 | 1937-38, 1959-60.                                              | 1974-75, 1987-88.                                                                         |
| Tercera División (1)                   | 1971-72.                                                       |                                                                                           |

(*) El trofeo se compartía en caso de empate.

### Torneos internacionales (3)
| Competiciónes internacionales | Títulos  | Subcampeonatos |
| ----------------------------- | -------- | -------------- |
| Liga de Campeones (1)         | 1981-82. |                |
| Supercopa de Europa (1)       | 1982.    |                |
| Copa Intertoto de la UEFA (1) | 2001.    |                |
| Copa Intercontinental (0/1)   |          | 1982.          |

### Torneos internacionales amistosos
| Competiciónes internacionales amistosos | Títulos | Subcampeonatos |
| --------------------------------------- | ------- | -------------- |
| Trofeo Concepción Arenal (1)            | 1994    |                |
| Trofeo Ciudad de La Línea (1)           | 1998    |                |
| Copa de la Paz (1)                      | 2009.   |                |

## Filmografía
- Reportaje Movistar+ (18/04/2016), «Fiebre Maldini: 'Aston Villa, rey de Europa en 1982'» (enlace roto disponible en Internet Archive; véase el historial, la primera versión y la última). en Plus.es